# Xenorhina arfakiana
Xenorhina arfakiana е вид жаба от семейство Тесноусти жаби (Microhylidae).

## Разпространение и местообитание
Видът е разпространен в Индонезия.
Обитава гористи местности и езера в райони с тропически и субтропичен климат.